# 內迪爾海崖
77°58′S 160°27′E / 77.967°S 160.450°E
內迪爾海崖（英語：Nadir Bluff），是南極洲的海崖，位於維多利亞地的斯科特海岸，屬於夸特梅因山脈的一部分，海拔高度2,355米，在1993年由新西蘭地理委員會命名，現時由南極條約體系管理。